# 마카오 (영화)
마카오(Macao)는 미국에서 제작된 조세프 본 스텐버그 감독의 1952년 느와르, 모험 영화이다. 로버트 미첨 등이 주연으로 출연하였고 알렉스 고틀립 등이 제작에 참여하였다.

## 출연

### 주연
- 로버트 미첨
- 제인 러셀

### 조연
- 윌리엄 벤딕스
- 토마스 고메즈
- 글로리아 그레이엄
- 브래드 덱스터
- 에드워드 애쉴리
- 필립 안
- 블라디미르 소콜로프

## 제작진
- 미술: 랠프 버거
- 미술: 알버트 S. 다고스티노
- 의상: 마이클 울프